# Aparammoecius yangricus
Aparammoecius yangricus är en skalbaggsart som beskrevs av Zdzisława Stebnicka 1986. Aparammoecius yangricus ingår i släktet Aparammoecius och familjen Aphodiidae. Inga underarter finns listade i Catalogue of Life.